# Sarbia xanthippe
Espèce
Sarbia xanthippe est une espèce de lépidoptères de la famille des Hesperiidae, de la sous-famille des Pyrginae et de la tribu des Pyrrhopygini.

## Dénomination
Sarbia xanthippe a été décrit par Pierre-André Latreille en 1824 sous le protonyme d’Hesperia xanthippe.

### Nom vernaculaire
Sarbia xanthippe se nomme Xanthippe Firetip en anglais.

### Sous-espèces
- Sarbia xanthippe xanthippe
- ''Sarbia xanthippe spixii (Plötz, 1879)[2].

## Description
Sarbia xanthippe est un papillon  au corps trapu noir avec la tête et l'extrémité de l'abdomen rouge et sur chaque côté du thorax une bande de poils jaune.
Les ailes sont de couleur marron à frange crème avec aux aile antérieures deux bandes crème qui se rejoignent, une partielle postdiscale depuis le bord costal l'autre du bord costal au bord interne et une aux ailes postérieures une très large bande depuis le bord costal allant en rétrécissant jusqu'au bord interne, près de l'angle anal.

## Écologie et distribution
Sarbia xanthippe est présent au Brésil.

### Protection
Pas de statut de protection particulier.